# HMS Kimberley (F50)
«Кімберлі» (F50) (англ. HMS Kimberley (F50) — військовий корабель, ескадрений міноносець типу «K» Королівського військово-морського флоту Великої Британії за часів Другої світової війни.

## Історія створення
«Кімберлі» був закладений 17 січня 1938 року на верфі компанії John I. Thornycroft & Company, в містечку Вулстон. 21 грудня 1939 року увійшов до складу Королівських ВМС Великої Британії.